# 특성 단순군
군론에서, 특성 단순군(特性單純群, 영어: characteristically simple group)은 특성 부분군이 자명 부분군과 자기 자신밖에 없는, 자명군이 아닌 군이다.

## 정의
군 {\displaystyle G}가 자명군이 아니며, 특성 부분군이 자명 부분군 {\displaystyle 1}과 군 전체 {\displaystyle G}밖에 없다면, {\displaystyle G}를 특성 단순군이라고 한다.

## 분류
유한군 {\displaystyle G}에 대하여, 다음 두 조건이 서로 동치이다.
- {\displaystyle G}는 특성 단순군이다.
- {\displaystyle G\neq 1}이며, {\displaystyle G}의 완전 불변 부분군은 {\displaystyle 1}과 {\displaystyle G}밖에 없다.
- {\displaystyle G\neq 1}이며, {\displaystyle G}의 언어적 부분군은 {\displaystyle 1}과 {\displaystyle G}밖에 없다.
- {\displaystyle G\neq 1}이며, {\displaystyle G}는 어떤 같은 단순군의 직접곱 {\displaystyle \underbrace {N\times \cdots \times N} _{n}}과 동형이다.

증명:
우선, {\displaystyle G}가 유한 특성 단순군이라고 하고, {\displaystyle G}가 유한 개의 같은 단순군의 직접곱임을 보이자. 편의상 {\displaystyle G\neq \{1_{G}\}}이라고 하자. {\displaystyle G}의 임의의 극소 정규 부분군 {\displaystyle N}을 취하자. 그렇다면, 임의의 {\displaystyle \phi \in \operatorname {Aut} (G)}에 대하여, {\displaystyle \phi (N)} 역시 극소 정규 부분군이다. 이제 {\displaystyle M}이
{\displaystyle \{\phi _{1}(N)\times \cdots \times \phi _{k}(N)\leq G\colon \phi _{i}\in \operatorname {Aut} (G),\;\forall i\in \{1,\dots ,k\}\colon \phi _{i}(N)\cap \phi _{1}(N)\cdots \phi _{i-1}(N)\phi _{i+1}(N)\cdots \phi _{k}(N)=\{1_{G}\}\}}
의 한 극대 원소라고 하자. 그렇다면, {\displaystyle M\vartriangleleft G}이며, 임의의 {\displaystyle \phi \in \operatorname {Aut} (G)}에 대하여, {\displaystyle \phi (N)\cap M\vartriangleleft G}이다. 따라서 {\displaystyle \phi (N)\cap M=\{1_{G}\}}이거나 {\displaystyle \phi (N)\cap M=\phi (N)}이며, {\displaystyle M}의 극대성에 의하여 {\displaystyle \phi (N)\cap M=\phi (N)}이다. 즉,
{\displaystyle M=\prod _{\phi (N)}\phi (N)}
이며, {\displaystyle M}은 {\displaystyle G}의 특성 부분군이다. {\displaystyle G}는 특성 단순군이므로 {\displaystyle G=M}이다. 또한, 임의의 {\displaystyle H\vartriangleleft N}에 대하여, {\displaystyle H\vartriangleleft G}이므로, {\displaystyle N}의 극소성에 의하여 {\displaystyle H=\{1_{G}\}}이거나 {\displaystyle H=N}이다. 즉, {\displaystyle N}은 단순군이며,
{\displaystyle G=\prod _{\phi (N)}\phi (N)\cong \prod _{\phi (N)}N}
이다.
반대로, 임의의 단순군 {\displaystyle N} 및 음이 아닌 정수 {\displaystyle n}에 대하여, {\displaystyle N^{\times n}}이 특성 단순군임을 보이자. 만약 {\displaystyle N}이 아벨 군이라면, {\displaystyle |N|}은 소수이며, {\displaystyle N}에 체의 구조를 부여할 수 있고, {\displaystyle N^{\times n}}을 이 체에 대한 {\displaystyle n}차원 벡터 공간으로 생각할 수 있다. 이 경우 {\displaystyle N^{\times n}}의 군으로서의 자기 동형 사상은 전단사 선형 변환과 동치이며, 특성 부분군은 모든 전단사 선형 변환에 대하여 불변인 부분 벡터 공간과 동치이다. 이러한 부분 공간은 영공간과 자기 자신뿐이므로, {\displaystyle N^{\times n}}은 특성 단순군이다.
만약 {\displaystyle N}이 아벨 군이 아니라면, {\displaystyle n}개의 자연스러운 단사 군 준동형
{\displaystyle \imath _{i}\colon N\hookrightarrow N^{\times n}\qquad (i\in \{1,\dots ,n\})}
의 상을 {\displaystyle \imath _{i}(N)=N_{i}}로 표기하자. 그렇다면 {\displaystyle N^{\times n}}은 다음과 같은 내직접곱과 같다.
{\displaystyle N^{\times n}=N_{1}\times \cdots \times N_{n}}
우선 임의의 {\displaystyle H\vartriangleleft N^{\times n}}를 다음과 같은 꼴로 나타낼 수 있다는 사실을 보이자.
{\displaystyle H=N_{i_{1}}\times \cdots \times N_{i_{k}}\qquad (1\leq i_{1}<\cdots <i_{k}\leq n)}
이는 임의의 {\displaystyle g\in H} 및 {\displaystyle g_{i}\in N_{i}} 및 {\displaystyle j\in \{1,\dots ,n\}}에 대하여, 만약 {\displaystyle g=g_{1}\cdots g_{n}}이며, {\displaystyle g_{j}\neq 1_{N^{\times n}}}일 경우, {\displaystyle N_{j}\subseteq H}임을 보이는 것으로 족하다. {\displaystyle N_{j}}는 비아벨 단순군이므로 {\displaystyle \operatorname {Z} (N_{j})=\{1_{N^{\times n}}\}}이며, 특히 {\displaystyle g_{j}\not \in \operatorname {Z} (N_{j})}이다. 따라서,
{\displaystyle 1_{N^{\times n}}\neq g_{j}hg_{j}^{-1}h^{-1}=ghg^{-1}h^{-1}\in H}
인 {\displaystyle h\in N_{j}}가 존재하며,
{\displaystyle N_{j}=\langle \operatorname {Cl} (g_{j}hg_{j}^{-1}h^{-1})\rangle \subseteq H}
이다. (여기서 {\displaystyle \langle \operatorname {Cl} (g_{j}hg_{j}^{-1}h^{-1})\rangle }는 {\displaystyle g_{j}hg_{j}^{-1}h^{-1}}의 켤레류로 생성된 부분군을 뜻한다.)
이제 {\displaystyle H}가 {\displaystyle N^{\times n}}의 자명하지 않은 특성 부분군이라고 가정하자. 편의상
{\displaystyle H=N_{1}\times \cdots \times N_{k}\qquad (1\leq k<n)}
이라고 하자. 다음과 같은 {\displaystyle N^{\times n}}의 자기 동형 사상을 생각하자.
{\displaystyle \phi \colon N^{\times n}\to N^{\times n}}
{\displaystyle \phi \colon (g_{1},g_{2},\dots ,g_{n})\mapsto (g_{n},g_{1},\dots ,g_{n-1})\qquad (g_{i}\in N)}
그렇다면
{\displaystyle \phi (H)=N_{2}\times \cdots \times N_{k+1}\neq H}
이며, 이는 모순이다. 즉, {\displaystyle N^{\times n}}은 자명하지 않은 특성 부분군을 갖지 않는다.

## 예
유한 개의 소수 {\displaystyle p} 크기의 군의 직접곱은 특성 단순군이다. 보다 일반적으로, 벡터 공간의 덧셈군은 특성 단순군이다.
임의의 군의 극소 정규 부분군은 특성 단순군이다.